# Acétaldéhyde
L'acétaldéhyde (nom UICPA préféré), aussi appelé éthanal (nom UICPA systématique), aldéhyde acétique, éthyl aldéhyde ou oxoéthane, est un composé organique, un aldéhyde de formule chimique CH3CHO.
Naturellement produit par les plantes, c'est un composant volatil trouvé à faibles doses dans les fleurs et feuilles du coton, dans les feuilles de chêne et de tabac, dans les fruits mûrs, le café et le pain frais. 
Il contribue à l’odeur du romarin, des jonquilles, de l’orange amère, du camphre, du fenouil, de la moutarde et de la menthe. 
Il servait autrefois de matière première de base pour la synthèse de l’acide acétique et de l’anhydride acétique.
Il est utilisé comme agent de sapidité dans certaines margarines.[réf. nécessaire]
En tant que métabolite endogène dérivé de l'alcool dans notre organisme, c'est un produit toxique et un cancérigène suspecté. Il endommage les cellules souches hématopoïétiques (chargées de constamment renouveler le sang) ; d'une part il est source de cassures de l'ADN double-brin de ces cellules (ce qui favorise leur déclin et crée des réarrangements chromosomiques), et d'autre part il empêche la bonne réparation (p53) de ces dommages, ce qui provoque des malignités.

## Propriétés chimiques
L'acétaldéhyde est un liquide incolore, volatil et miscible à l'eau et à presque tous les solvants organiques.
L'odorat humain le perçoit à très faible dose (0,05 ppm suffisent) comme une odeur fruitée (pomme verte) et il devient suffocant et piquant à forte teneur.
Il est très réactif et inflammable (point d'ébullition : 20,2 °C). Il peut vivement réagir avec, par exemple, des oxydants, halogènes, ammoniac et amines, alcools, cétones, phénols, anhydrides d'acide, sulfure d'hydrogène, cyanures. En contact avec le cuivre ou des alliages en contenant (bronze, laiton, etc.), il peut former des composés explosifs. Il ronge le caoutchouc.
Comme tous les aldéhydes, c'est un réducteur. Son oxydation, très facile puisqu'elle peut même se produire au contact de l'air, donne de l'acide acétique, de l'anhydride acétique et de l'acide peroxyacétique instable susceptible de spontanément exploser.
L'hydrogénation de l'éthanal donne de l'éthanol.
Trois molécules d'acétaldéhyde peuvent former un paraldéhyde cyclique. Quatre molécules d'acétaldéhyde peuvent former un tétramère d'acétaldéhyde cyclique, le métaldéhyde.

## Production et synthèse
L'acétaldéhyde est obtenu par oxydation catalytique directe de l’éthylène selon le procédé Wacker en présence de chlorure de palladium(II) comme catalyseur.
2 CH2 = CH2 + O2 → 2 CH3CHO
Un autre procédé consiste en une hydratation en présence de sulfate de mercure, HgSO4, à partir de l'acétylène :
C2H2 + H2O → CH3CHO

## Liens avec l'alcool

### Dans le foie
Dans les hépatocytes du foie, l'enzyme alcool déshydrogénase (ADH, EC 1.1.1.1) convertit l'éthanol en éthanal qui est ensuite converti en acide acétique inoffensif par l'acétaldéhyde déshydrogénase (EC 1.2.1.10). L'éthanal est plus toxique que l'éthanol et pourrait être responsable de nombreux symptômes de la gueule de bois, même s'il n'est pas présent dans le sang pendant les symptômes.
Certains auteurs estiment qu'il est responsable du syndrome d'alcoolisation fœtale.
Une partie de la population humaine (en particulier des groupes présents en Asie et Extrême-Orient) présenterait une mutation dans le gène de l'acétaldéhyde déshydrogénase. Les individus hétérozygotes ou homozygotes pour cet allèle mutant produisent une enzyme incapable de dégrader l'éthanal en acide acétique. Ce génotype mutant provoquerait chez l'individu concerné des symptômes graves et immédiats à la suite de l'absorption d'alcool et aggraverait les effets délétères de l'alcool qu'il boirait.

### Lors de la fermentation alcoolique
Les dernières étapes de la fermentation alcoolique des bactéries, plantes et levures impliquent la conversion du pyruvate en acétaldéhyde par l'enzyme pyruvate décarboxylase (EC 4.1.1.1), suivie de la conversion de l'acétaldéhyde en éthanol. La dernière réaction est de nouveau catalysée par la déshydrogénase d'alcool, fonctionnant dans la direction opposée. L’éthanal semble jouer un rôle important dans l’évolution de la couleur des vins rouges au cours de leur conservation.

## Toxicité, cancérogénicité
L'acétaldéhyde est un cancérigène animal établi. Il conduit, par inhalation, à l'apparition de tumeurs de la trachée chez le hamster,,,. Son inhalation accroît chez les rats des deux sexes l'incidence des carcinomes spinocellulaires, qui affectent de nombreuses muqueuses à épithélium malpighien et des carcinomes et adénocarcinomes de la muqueuse nasale.
C'est un cancérigène humain présumé en raison des effets mutagènes, embryotoxiques et tératogènes démontrés chez l'animal. La fumée de cigarette en contient d'importantes quantités (de l'ordre du milligramme par cigarette). On pense qu'il explique le fait que tous les alcools (bière, vin, alcools forts) soient des facteurs de risque accru de cancer, en particulier de cancer du sein chez la femme (via la dégradation de l'alcool en acétaldéhyde par l'organisme).

## Impact sur l'environnement

### Atmosphère
L’acétaldéhyde ne contribue pas à la destruction de la couche d'ozone stratosphérique et n’est pas non plus un facteur important du changement climatique. À cause de sa photoréactivité et des concentrations modérées présentes dans l’air urbain, il joue un rôle dans la synthèse photochimique d’ozone troposphérique. L'acétaldéhyde peut aussi participer à des processus mineurs dont la photolyse directe, la réaction avec les radicaux nitrate (NO3) et hydropéroxyle (HO2) et la réaction avec l’ozone (O3).
Des valeurs limites (indicatives) pour l'air ont été établies dans certains pays, par exemple 100 ppm (ou 180 mg/m3 (VME)) en France, 25 ppm aux États-Unis (ACGIH) et 50 ppm, soit 91 mg/m3 en Allemagne.[réf. souhaitée]

### Eau
Seules de très petites quantités se retrouvent dans l’eau. Lorsque l’acétaldéhyde est rejeté dans l’eau, il s'y dégrade complètement et ne pollue pas d’autres milieux. Dans l’eau, l’acétaldéhyde peut réagir avec les radicaux hydroxyle.